# World Fantasy díj a legjobb regényért
A World Fantasy díj legjobb regény kategóriájának győztesei és jelöltjei, évenkénti lebontásban. Az évszám mellett a győztes mű és írója, alatta a további jelöltek.

## Győztesek és jelöltek
- 1975: Óföld elfeledett vadjai, Patricia A. McKillip
  - A Midsummer Tempest, Poul Anderson
  - Merlin's Ring, H. Warner Munn
- 1976: Bid Time Return, Richard Matheson
  - Borzalmak városa, Stephen King
- 1977: Doctor Rat, William Kotzwinkle
  - The Doll Who Ate His Mother, Ramsey Campbell
  - The Dragon and the George, Gordon R. Dickson
  - The Sailor on the Seas of Fate, Michael Moorcock
  - The Acts of King Arthur and His Noble Knights, John Steinbeck
  - Dark Crusade, Karl Edward Wagner
- 1978: Éjasszonyok, Fritz Leiber
  - The Chronicles of Thomas Covenant the Unbeliever, Stephen R. Donaldson
  - The Hour of the Oxrun Dead, Charles L. Grant
- 1979: Gloriána, avagy a kielégítetlen királynő, Michael Moorcock
  - The Black Castle, Les Daniels
  - The Sound of Midnight, Charles L. Grant
  - Végítélet, Stephen King
  - Night's Master, Tanith Lee
- 1980: Watchtower, Elizabeth A. Lynn
  - The Last Call of Mourning, Charles L. Grant
  - The Dancers of Arun, Elizabeth A. Lynn
  - Harpist in the Wind, Patricia A. McKillip
  - The Dark Bright Water, Patricia Wrightson
  - The Palace, Chelsea Quinn Yarbro
- 1981: A kínvallató árnya, Gene Wolfe
  - Firelord, Parke Godwin
  - A köd, Stephen King
  - Shadowland, Peter Straub
  - Ariosto, Chelsea Quinn Yarbro
- 1982: Little, Big, John Crowley
  - The Nameless, Ramsey Campbell
  - Harcikutya, Michael Moorcock
  - The White Hotel, D. M. Thomas
  - A Békéltető ereklyéje, Gene Wolfe
- 1983: Nifft the Lean, Michael Shea
  - The Nestling, Charles L. Grant
  - Lázálom, George R. R. Martin
  - Phantom, Thomas Tessier
  - A lictor kardja, Gene Wolfe
- 1984: The Dragon Waiting, John M. Ford
  - Állattemető, Stephen King
  - The Wandering Unicorn, Manuel Mujica Lainez
  - Tea with the Black Dragon, R. A. MacAvoy
  - The Armageddon Rag, George R. R. Martin
  - Lyonesse, Jack Vance
- 1985: Mythago Wood, Robert Holdstock
- 1985: Bridge of Birds, Barry Hughart
  - Archer's Goon, Diana Wynne Jones
  - A Talizmán, Stephen King & Peter Straub
  - The Ceremonies, T. E. D. Klein
- 1986: Káli dala, Dan Simmons
  - Kárhozat, Clive Barker
  - Illywhacker, Peter Carey
  - The Dream Years, Lisa Goldstein
  - Winterking, Paul Hazel
  - Lestat, a vámpír, Anne Rice
- 1987: A parfüm – Egy gyilkos története, Patrick Süskind
  - Talking Man, Terry Bisson
  - The Pet, Charles L. Grant
  - Az, Stephen King
  - Idegenek, Dean R. Koontz
  - The Tricksters, Margaret Mahy
  - Soldier of the Mist, Gene Wolfe
  - Portrait of Callum McKendrick As A Young African Boy, Edgar Fong
- 1988: Replay, Ken Grimwood
  - Korbács, Clive Barker
  - A hetedik fiú, Orson Scott Card
  - AEgypt, John Crowley
  - Tortúra, Stephen King
  - Swan Song, Robert R. McCammon
  - On Stranger Tides, Tim Powers
- 1989: Koko, Peter Straub
  - The Last Coin, James P. Blaylock
  - Sleeping in Flame, Jonathan Carroll
  - Fade, Robert Cormier
  - A bárányok hallgatnak, Thomas Harris
  - The Drive-In, Joe R. Lansdale
- 1990: Lyonesse: Madouc, Jack Vance
  - A Child Across the Sky, Jonathan Carroll
  - In a Dark Dream, Charles L. Grant
  - The Stress of Her Regard, Tim Powers
  - Carrion Comfort, Dan Simmons
  - Soldier of Arete, Gene Wolfe
- 1991: Only Begotten Daughter, James Morrow
- 1991: Thomas the Rhymer, Ellen Kushner
  - Tigana, Guy Gavriel Kay
  - Mary Reilly, Valerie Martin
  - Elveszett Próféciák, Terry Pratchett és Neil Gaiman
- 1992: Boy's Life, Robert R. McCammon
  - Hunting the Ghost Dancer, A.A. Attanasio
  - The Paper Grail, James P. Blaylock
  - Bone Dance, Emma Bull
  - Outside the Dog Museum, Jonathan Carroll
  - The Little Country, Charles de Lint
- 1993: Last Call, Tim Powers
  - Anno Dracula, Kim Newman
  - Was, Geoff Ryman
  - Photographing Fairies, Steve Szilagyi
  - Briar Rose, Jane Yolen
- 1994: Glimpses, Lewis Shiner
  - A fogadós éneke, Peter S. Beagle
  - Drawing Blood, Poppy Z. Brite
  - Skin, Kathe Koja
  - Torok, Peter Straub
  - The Iron Dragon's Daughter, Michael Swanwick
  - Lord of the Two Lands, Judith Tarr
- 1995: Towing Jehovah, James Morrow
  - Brittle Innings, Michael Bishop
  - From The Teeth of Angels, Jonathan Carroll
  - Love & Sleep, John Crowley
  - Waking the Moon, Elizabeth Hand
  - The Circus of the Earth and the Air, Brooke Stevens
- 1996: A tökéletes trükk, Christopher Priest
  - All the Bells on Earth, James P. Blaylock
  - Red Earth and Pouring Rain, Vikram Chandra
  - The Silent Strength of Stones, Nina Kiriki Hoffman
  - Requiem, Graham Joyce
  - Expiration Date, Tim Powers
- 1997: Godmother Night, Rachel Pollack
  - Shadow of Ashland, Terence M. Green
  - The Bear Went Over the Mountain, William Kotzwinkle
  - The 37th Mandala, Marc Laidlaw
  - Trónok harca, George R. R. Martin
  - The Golden Key, Melanie Rawn, Jennifer Roberson és Kate Elliott
  - Devil's Tower, Mark Sumner
- 1998: The Physiognomy, Jeffrey Ford
  - Trader, Charles de Lint
  - American Goliath, Harvey Jacobs
  - The Gift, Patrick O'Leary
  - Dry Water, Eric S. Nylund
- 1999: The Antelope Wife, Louise Erdrich
  - Someplace to Be Flying, Charles de Lint
  - Sailing to Sarantium, Guy Gavriel Kay
  - Mockingbird, Sean Stewart
  - The Martyring, Thomas Sullivan
- 2000: Thraxas, Martin Scott
  - Tamsin története, Peter S. Beagle
  - The Rainy Season, James P. Blaylock
  - A Hold Udvara, Steven Erikson
  - A Witness To Life, Terence M. Green
  - A Red Heart of Memories, Nina Kiriki Hoffman
- 2001: Declare, Tim Powers
- 2001: Galveston, Sean Stewart
  - The Grand Ellipse, Paula Volsky
  - A borostyán látcső, Philip Pullman
  - Lord of Emperors, Guy Gavriel Kay
  - Perdido pályaudvar, végállomás, China Miéville
- 2002: The Other Wind, Ursula K. Le Guin
  - Amerikai istenek, Neil Gaiman
  - Brown Harvest, Jay Russell
  - Chalion átka, Lois McMaster Bujold
  - From the Dust Returned, Ray Bradbury
  - The Onion Girl, Charles de Lint
  - The Wooden Sea, Jonathan Carroll
- 2003: The Facts of Life, Graham Joyce
- 2003: Ombria in Shadow, Patricia A. McKillip
  - The Portrait of Mrs. Charbuque, Jeffrey Ford
  - Fitcher's Brides, Gregory Frost
  - Armada, China Miéville
- 2004: Tooth and Claw, Jo Walton
  - The Etched City, K.J. Bishop
  - Fudoki, Kij Johnson
  - The Light Ages, Ian R. MacLeod
  - Veniss Underground, Jeff VanderMeer
- 2005: A Hollókirály, Susanna Clarke
  - The Runes of the Earth]', Stephen R. Donaldson
  - Iron Council, China Miéville
  - Perfect Circle, Sean Stewart
  - The Wizard Knight, Gene Wolfe
- 2006: Kafka a tengerparton, Murakami Haruki
  - Vellum, Hal Duncan
  - Lunar Park, Bret Easton Ellis
  - The Limits of Enchantment, Graham Joyce
  - Od Magic, Patricia A. McKillip
  - A Princess of Roumania, Paul Park
- 2007: Soldier of Sidon, Gene Wolfe
  - Lisey története, Stephen King
  - The Privilege of the Sword, Ellen Kushner
  - Locke Lamora hazugságai, Scott Lynch
  - The Orphan's Tales: In the Night Garden, Catherynne M. Valente
- 2008 Ysabel, Guy Gavriel Kay
  - Territory, Emma Bull
  - Fangland, John Marks
  - Gospel of the Knife, Will Shetterly
  - The Servants, Michael Marshall Smith
- 2009 (megosztva) The Shadow Year, Jeffrey Ford és Tender Morsels, Margo Lanagan
  - The House of the Stag, Kage Baker
  - A temető könyve, Neil Gaiman
  - Pandemonium, Daryl Gregory
- 2010 A város és a város között, China Miéville[1]
  - Blood of Ambrose, James Enge
  - The Red Tree, Caitlín R. Kiernan
  - Finch, Jeff VanderMeer
  - In Great Waters, Kit Whitfield
- 2011 Who Fears Death, Nnedi Okorafor
  - Zoo City, Lauren Beukes
  - The Hundred Thousand Kingdoms, N. K. Jemisin
  - The Silent Land,  Graham Joyce
  - Under Heaven, Guy Gavriel Kay
  - Redemption in Indigo, Karen Lord
- 2012 Osama, Láví Tidhár
  - Those Across the River, Christopher Buehlman
  - 11/22/63, Stephen King
  - Sárkányok tánca, George R. R. Martin
  - Among Others, Jo Walton
- 2013 Alif the Unseen, G. Willow Wilson
  - The Killing Moon, N. K. Jemisin
  - Some Kind of Fairy Tale, Graham Joyce
  - The Drowning Girl, Caitlín R. Kiernan
  - Crandolin, Anna Tambour

## Külső hivatkozások
- World Fantasy Convention